# Dougie Lawton
Dougie Lawton, egentligen Douglas Ewart Lawton, född 14 februari 1948 i Storbritannien, är en gitarrist, kompositör och sångtextförfattare från England som i många år var bosatt i Sverige. Han har bland annat skrivit "I Can Jive" som var en stor hit med Jerry Williams. Lawton var gitarrist i bandet Roadwork som i huvudsak var kompband till Jerry Williams. Han hade ett mångårigt samarbete med Anders "Henkan" Henriksson och jobbade även på dennes och Coste Apetreas studio Synchro Sound. De har gjort många produktioner, däribland albumen "När morgonstjärnan brinner" med Cyndee Peters,  "Resa i tiden" med Double Fantasy och musiken till tävlingen Mr. Olympia,  för att nämna några.
Lawton var i ett 30-tal år från 1970 gift med artisten Lena Maria Gårdenäs. 

## Filmmusik
- 1974 – Sams